# Espingueira
Espingueira é uma antiga aldeia de pescadores situada na Ilha da Boa Vista, em Cabo Verde. Localiza-se na costa norte da ilha.
Tendo permanecido abandonada durante algum tempo, encontra-se atualmente parcialmente recuperada por um empreendimento hoteleiro de índole ecologista.